# Permanent Bridge (Philadelphia)
Die Permanent Bridge war die erste dauerhafte Holzbrücke über den Schuylkill River in Philadelphia, Pennsylvania, USA und die erste gedeckte Brücke in Nordamerika.

## Geschichte
In Philadelphia gab es zunächst nur drei Fähren über den Schuylkill River, eine in Verlängerung der High Street und die beiden anderen nördlich und südlich des damaligen bebauten Stadtgebietes. Zeitweilig wurden die Fähren ergänzt durch wackelige Schwimmbrücken aus zusammengebundenen Baumstämmen,  auf denen in guten Zeiten Bretter lagen. 1767 gab es die ersten konkreten Ideen über eine Brücke. 1798 wurde eine Gesellschaft zum Bau der Brücke gegründet. Ein Plan für eine Steinbrücke wurde als viel zu teuer verworfen.
Dennoch begann man 1801, nach diesem Plan steinerne Widerlager und Pfeiler zu bauen, auch wenn man noch keine klare Vorstellung von der Brücke selbst hatte. Bei der Herstellung der Baugruben hinter Kofferdämmen mussten unerwartete Schwierigkeiten überwunden werden. Für den östlichen Pfeiler musste die Baugrube bis in eine Tiefe von 7,32 m (24 ft), für den westlichen Pfeiler sogar bis 12,50 m (41 ft) ausgehoben werden, die damals tiefste Baugrube der Welt. Dennoch wurden die Widerlager und Pfeiler 1803 fertiggestellt.
Nachdem eine Reihe weiterer Vorschläge als zu teuer zurückgewiesen werden mussten, beauftragte man 1804 schließlich Timothy Palmer mit dem Bau einer von ihm vorgeschlagenen unverkleideten hölzernen Bogenbrücke, die in dieser Zeit in Nordamerika truss arch bridges (In etwa: Fachwerkbogenbrücke) genannt wurde. Die Ausführung erfolgte zügig, so dass die Brücke am 1. Januar 1805 eröffnet werden konnte.
Etwa sechs Monate danach entschied man sich, die Brücke durch ein Dach und seitliche Verkleidungen zu schützen, wie es Palmer vorgeschlagen hatte, der meinte, dadurch würde ihre voraussichtliche Lebensdauer von 10 bis 12 auf 30, vielleicht 40 Jahre verlängert.

## Beschreibung

### Erste Brücke (1805–1850)
Bas Brückenbauwerk war insgesamt 396 m (1300 ft) lang. Davon entfielen 167,64 m (550 ft) auf den hölzernen Überbau und 228,60 m auf die beiden steinernen Widerlager. Die Brücke war 12,80 m (42 ft) breit. Das Fahrbahndeck stieg zu Mitte hin um 2,44 m (8 ft) über dem Geländeniveau an. Beiderseits der Fahrbahn gab es 1,52 m (5 ft) breite erhöhte Fußwege. Ihr mittlerer Bogen hatte eine Stützweite von 51,39 m (194 ft 10 in), die beiden äußeren  von je 45,72 m (150 ft). Die Pfeilhöhen betrugen 3,66 m (12 ft)  bzw. 3,05 m (10 ft). An ihrem höchsten Punkt lag die Fahrbahn 9,45 m (31 ft) über dem Wasser. Die steinernen Pfeiler maßen an der Basis 21,79 m × 9,14 m (71,5 ft × 30 ft) und am Kopf 18,54 m × 5,89 m (60′10″ × 19′4″). Das östliche Widerlager war auf Fels, das westliche auf Pfählen gegründet.
Die Brücke schaffte nicht nur den lange erhofften Zugang zu den Ländereien und Bauernhöfen auf dem westlichen Ufer, sondern diente auch dem Verkehr auf der 1795 eröffneten Philadelphia and Lancaster Turnpike, der ersten (mautpflichtigen) Fernstraße (Turnpike Road) der USA.
1850 wurde sie durch ein Feuer zerstört.

### Zweite Brücke (1850–1875)

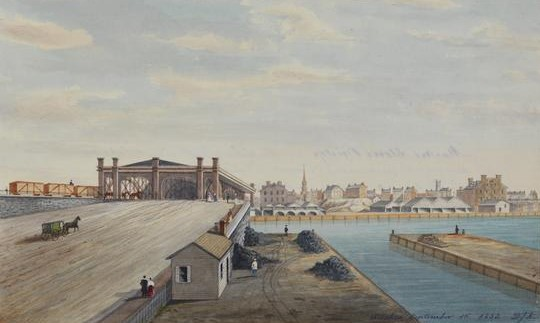
Die für die Eisenbahn erweiterte Brücke von 1850 (Aquarell von David Johnson Kennedy, 1853)

Die Brücke wurde nach dem Brand in verstärkter und für die inzwischen eingeführte Eisenbahn erweiterter Form wieder aufgebaut. Auch sie wurde 1875 durch ein Feuer zerstört.

### Dritte Brücke (1875–1888)

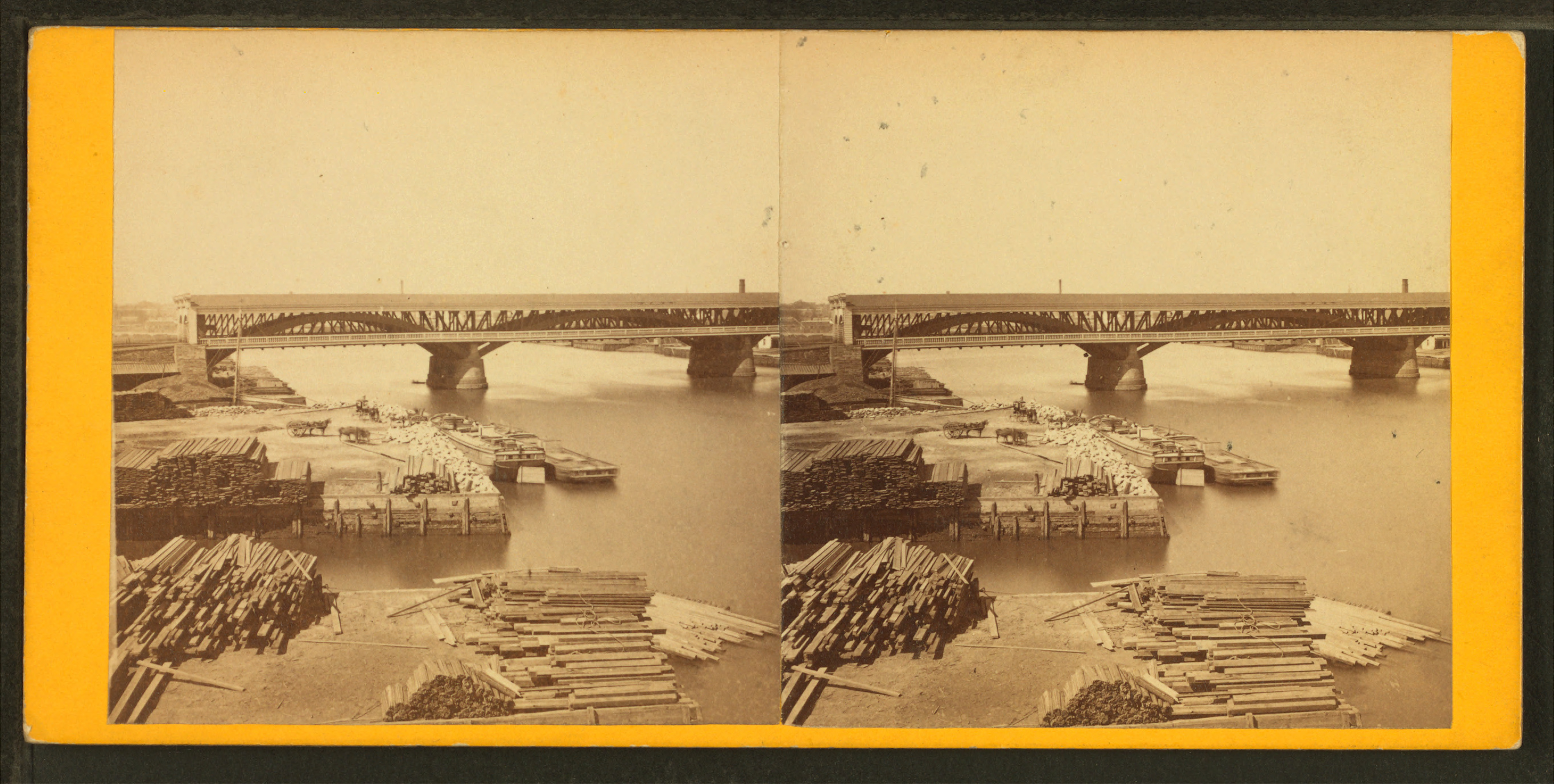
Market Street Bridge (1875–1888)

Die ebenfalls hölzerne, inzwischen Market Street Bridge genannte dritte Brücke von 1875 existierte nur bis 1888.

### Vierte Brücke (1888–1932)
Die vierte Brücke war eine 1888 eröffnete schmiedeeiserne Gerberträgerbrücke. Sie wurde 1932 durch die an dieser Stelle stehende Market Street Bridge abgelöst.